# 危機管理
危機管理是一個組織處理可能傷害組織或其利益相關者的破壞性和意外事件的過程。 危機管理是一種組織基於流程和戰略的方法，用於識別和應對威脅、意外事件或任何可能損害人員、財產或業務流程的負面中斷。 為任何潛在危機做好準備，都需要制定危機管理計劃。
危機可以在任何時候發生，無論是否出現徵兆，包括但不限於：自然災害、大規模槍擊事件、恐怖主義活動等大規模暴力事件，甚至全球流行病。 除了對人員、財產和流程的任何直接威脅外，危機和關鍵的緊急情況往往會對成員士氣、品牌聲譽、顧客滿意度（英語：customer satisfaction）甚至供應鏈產生不可預測的連鎖效應（英語：cascade effect）。
危機有三個共同因素：對組織的威脅、突發性事件，以及短暫的決策時間。 Venette (2003) 認為，“危機是一個無法再維持舊系統的轉型過程”。 因此，第四個定義要素是變革的必要性。如果改變是不需要的，事件可以更準確地被描述為失敗或意外。
對關鍵事件的適當規劃包括建立危機管理團隊和制定危機管理計劃，以保護標的人事物免受傷害，保持業務連續性，實現災難恢復，並在關鍵事件發生之前、期間和之後保護資產。 此外，每個組織都必須驗證和測試其危機管理計劃，並部署正確的應急通訊技術，以支援整個組織的危機反應。
與風險管理不同，風險管理涉及評估潛在威脅並找到避免它們的最佳方法，危機管理涉及在威脅發生之前、期間和之後處理威脅。它是更廣泛的管理學背景下的一門學科，包括識別、評估、理解和應對嚴重情況所需的技能和技術，特別是從危機浮現到恢復過程開始的那一刻。
危機管理研究起源於20世紀80年代的大規模工業和環境災難，它被認為是公共關係中最重要的過程。

## 介绍
危机管理包括
- 应对危机现实和感官的方法
- 建立机制，模拟出现的危机，以及后续需要的应对机制
- 模拟在紧急情况出现时的沟通机制

## 危机的种类
在危机管理流程中，需要确定危机的种类，不同的危机需要使用不同的危机管理策略。在潜在危机很大的时候，危机无法分解处理。
Lerbinger将危机划分为以下种类：
1. 自然灾害
2. 科技危机
3. 对抗
4. 恶意破坏
5. 组织恶性行为
6. 工作地点暴力
7. 谣言
8. 恐怖主义供给和人造困难

### 自然灾害
例子: 2004年印度洋地震 (海啸)

### 科技危机
例子: 切尔诺贝利核事故, 埃克森·瓦尔迪兹漏油事故

### 对抗危机
例子: PUSH组织(人民联合服务人类组织) 耐克抵制

### 恶意破坏
例子: 1982年芝加哥的泰诺事件

### 组织恶性行为
管理层采取的可能危害组织和股东的行为。 Lerbinger定义了三种行为类型：

#### 管理者技能偏差
管理者迎合短期的经济盈利，而忽视了更广泛的社会价值和股东利益。这种不平衡的价值观根植于传统的商业中，只注重股东的利益，而往往忽视其他股东，如客户、员工和社区的利益。
例子: 西尔斯公司牺牲客户信任

#### 欺骗
管理层隐瞒或误导信息。 
例子: 美国道康宁硅胶隆胸事件

#### 管理层的错误行为
有些危机的爆发不是由于歪曲的价值观和欺骗，而是蓄意的非法和无道德行为。

### 工作地点暴力
由于员工或前员工在工作地点引起的暴力。 
例子: 杜邦莱卡事件

### 谣言
例子: 宝洁标志之争

## 危機管理團隊
對於所有危機管理利益相關者來說，擁有一個全貌觀的、共通操作圖像（英語：common operational picture）和可靠的應急通信以確保危機響應計劃按設計執行是至關重要的。危機管理團隊通常包括運營、財務和人力資源人員以及法律方面的代表人。危機經理人是危機團隊的關鍵成員。危機經理人指導組織執行危機管理計劃和組織對事件的公關回應。
組織應招募專注從事於危機管理計劃組成部分的危機管理團隊成員。資訊科技團隊成員非常適合管理任何技術組件，而人力資源代表適合在事件發生後執行任何成員支持事務。法定代表人和高級領導成員可以就整體方面之觀點提出建議，以確保決策不會危及組織。

## 危機領導
Alan Hilburg 將組織危機定義為急性危機或慢性危機。組織心理學者 Erika Hayes James 指出組織危機的兩種主要類型：突發危機（英語：sudden crisis）與「悶燒」危機（英語：smoldering crisis）。 James 將組織危機定義為“任何由情緒加重的情況，一旦公開，就會引起利益相關者的負面反應，從而有可能威脅到公司或其某些部分的財務狀況、聲譽或生存”。

### 突發危機
在無徵兆情況下發生且超出機構控制範圍。因此，突發危機通常是機構及其領導層不必負責的情況。

### 「悶燒」危機
它們開始時是組織內部相對輕微的問題，由於管理者的疏忽，發展成危機狀態。在這些情況下，領導人因危機及其對相關機構的後續影響而遭受指責。
Erika Hayes James 將需要特定危機領導能力的危機分為五個階段。 每個階段都包含一個領導者必須克服的障礙，以改善組織的結構和運營。 例如，James 之關於金融服務部門危機的案例研究探討了為什麼危機事件會削弱公眾對領導層的信任。 James 的研究表明，正直、積極的意圖、能力、相互尊重和透明度等領導能力如何影響信任建立過程。

### 導因感知
在這個階段，領導者應該（但並不總是）感知表明可能發生危機的預警「信號」。危機的感知階段包括但不限於：
- 意義建構：代表試圖創造秩序，並回顧性地理解所發生的事情。
- 從其他人的觀點理解事情（英語：perspective-taking）：考慮他人或群體觀點的能力。

### 準備與預防
在這個階段，危機處理者開始準備或避免在導因感知階段預示的危機。 Alan Hilburg 已證明使用影響/概率模型（英語：impact/probability model）可以讓組織相當準確地預測危機情景。 他認識到最大的組織挑戰是“向掌權者說真話”以預測真正最壞的情況。 紅十字會等組織的主要任務是為危機事件的升級做好準備並防止其升級。

### 遏制和損害控制
危機遏制和損害控制的目標是限制聲譽、財務、安全和其他方面對企業生存的威脅。 危機處理者在此階段努力工作，盡快結束危機，限制對組織的負面宣傳，並進入業務恢復階段。

### 業務恢復
當危機來襲時，組織必須能夠在危機中繼續開展業務，同時計劃如何從危機造成的損害中恢復。 危機處理者不僅參與營運持續計畫（確定保持組織運行所需的人員、財務和技術資源），而且還將積極追求組織復原能力。

### 學習
危機過後，組織決策者採取學習導向，並利用先前的經驗來制定新的慣例和行為，最終改變組織的運作方式。同時，有目的和熟練地尋找每個危機情況中的學習機會也會帶來幫助。

### 危機溝通
當發生可能對組織聲譽產生負面影響的意外事件時，組織為與公眾和利益相關者進行溝通所做的努力。 這也可以指努力告知員工或公眾可能產生災難性影響的潛在危險。組織可以採取如下步驟來準備和防止溝通危機：定義組織之「哲學」、評估弱點，以及擬定「協議」。

## 危机管理中的模型和理论

### 危机管理模型
成功地处理危机需要了解如何处理危机。Gonzalez-Herrero和Pratt提出了危机管理的不同阶段，每场危机至少有三个阶段。
1. 即将发生的麻烦和风险出现信号
2. 选择市场的逆袭策略
3. 贯彻变革流程，进行监控

### 管理危机计划
没有企业希望危机导致其生产停止，特别是带来大量媒体报道。公众的审视会发现更多财务、政治、法律和政府影响上的问题。危机管理计划涉及提供最佳的应对措施。
危機管理計劃使組織為不可預測的情況做好準備，定義角色和回應，並將對組織、其員工和客戶的損害降至最低。
分散式企業和團隊可能會使危機團隊構建、評估和測試危機管理計劃的方式複雜化。分散的性質給回應事件或業務中斷的團隊帶來了挑戰，並帶來許多干擾。

#### 制定危機管理計劃
對每個關鍵事件做出及時和準確的反應，對於最大程度地減少危機的影響至關重要。危機管理計劃必須防止延誤、錯過任務和分配或滯後的危機反應時間。即使危機並不都是數字化的，“數字化優先”也是制定危機管理計劃的最佳方式。例如，如果組織只有一個實體園區，其中運營中心無法正常運作，可能會無法在當地進行解決方案等相關事宜。
在構建危機管理計劃時，組織必須促進清晰、快速的溝通和協調，依靠危機管理技術確保人員安全、資產保護以及業務有效恢復。
成功的危機管理計劃至少涉及以下主題：
人：人是每個組織最關鍵的資產之一，企業對員工負有關照義務。確保在每一個關鍵事件中，危機團隊能夠答覆是否有生命危險，是否存在人身安全問題，以及是否會對員工、客戶、訪客和供應商產生影響，還有他們將如何收到緊急通知。
關鍵基礎設施：必須檢查關鍵基礎設施，以確定它們是否受到事件的影響，或者在發生隨著時間推移發生的危機時是否有受到傷害的風險。
技術：危機管理計劃也必須涵蓋技術。必須考慮是否存在服務中斷、信息安全問題或兩者兼而有之的風險。必須確定在關鍵事件期間負責解決技術基礎設施中潛在或實際故障之成員。
業務：在危機中，業務流程和活動需要包含在危機管理計劃中。必須確認組織是否還能執行關鍵任務業務流程，以及正確理解危機會影響客戶還是對企業產生重大財務影響。
品牌聲譽：在危機中，品牌聲譽始終處於危險之中。團隊成員將如何協作以快速回應以防止任何極端的品牌聲譽變化。

#### 評估危機管理計劃
評估危機管理計劃需要確定計劃的組成部分是否必要且足以保護、管理和從關鍵事件中恢復，並評估計劃行動的可行性。
例如，在全球COVID-19疫情期間，協調恢復面對面授課的高等教育機構有全新的必要條件和潛在可能性。以下問題需要評估以確定是否需要更多資源並確定如何實現預期結果：
- 當一個人或一群人生病時會發生什麼？
- 如何遵守要求及時在校園中通知疾病的規定？
- 如何追蹤有關報告和通訊數據？
- 如何協調衛生服務/人力資源/學生和教師團體之間的相關溝通事宜？
- 如何監控校園的整體運作？

回答類似上述問題（並符合更多規範標準）是制定和評估危機管理和應對計劃的必要步驟。

#### 測試危機管理計劃
測試危機管理計劃是驗證計劃持續有效性的不可短缺的步驟。它確保危機管理計劃可以按設計執行，並揭示預期操作流程或分配給任務組的人員中的任何落差。定期且根據最新條件變化的測試可以確保計劃的任何方面都不會過時。
危機管理計劃應針對特定場景進行測試。自然災害發生、公用設施故障、大規模槍擊案等事件模擬是測試場景的示例。基於場景的測試將使危機管理團隊能夠確保將準確的聯繫信息和特定於場景的消息增添至危機管理通信解決方案中，並確保緊急通知的執行能按預期進行。
測試危機管理計劃可以找出計畫與實際間之落差，並使組織能夠考慮以下情況：
- 人為錯誤：危機通常伴隨高壓力情境。確保危機管理團隊不是在危機發生時才首次體驗此類情境並於其中進行危機管理計劃行動是至關重要的。
- 電子郵件疲勞：大量電子郵件容易使人忽略危機通知相關郵件，考慮在緊急事件情境中避免應對能力遭干擾和分散，或許可以嘗試以語音通話進行通知。
- 電子郵件和電話的耗時特性：在危機中分秒必爭，使用事先定義的策略和提供自動化的一鍵式警報的工具將危機反應行動數字化。
- 分散的勞動力：危機管理計劃是否使用集中式解決方案，通過一個集成平台與所有利益相關者進行溝通。[2]

### 紧急策划
提前进行紧急预案是危机管理的一个重要部分，是保障组织采取正确措施的第一步。危机管理团队可以彩排可能发生的危机，以及不同的情况出现。计划应明确唯一指定的面对公众的发言人机制，例如公司统一发言人或者是项目的执行人。在危机爆发的头几个小时是至关重要的，所以必须有效率的工作，彩排可规定每个应答流程的时间和时效性。当进行公司外部和内部披露的时候，信息应该准确、有说服力。提供不准确的、经过修改的信息，有可能让公司躺着中枪，恶化形势。危机计划应该包含信息披露指导，让决策者不仅仅考虑短期结果，而且考虑长期的决策结果。

### 业务继续计划
危机无疑会导致企业业务的中断，业务继续计划可以最小程度上减少损失，首先，公司应确定保证企业运营的重要功能、流程，每个重要部门必须有自己独立的危机处理计划，以免导致全面失败。危机计划需要经过反复演练，保证其有效性，需要所有涉及人员都对情况保持敏感，尽最大可能处理危机，这才能让危机发生时所有团队成员更快、更有效地处理。

### 结构-功能系统理论
结构-功能理论提出，信息披露网络的精细性和企业披露信息的层面。结构-功能理论把企业的信息流分为“网络”和“链接”。信息在组织内的流动称为网络。

### 创新扩散理论
埃弗雷特·罗格斯的信息扩散理论说，创新是在一段时间内，通过一定的渠道进行沟通和扩散的。创新扩散发生在一个个人将新想法讲给其他人或几个人听的时候，作为最基本的方式，这个过程包括(1)有一个创新想法 (2)一个个体有使用或感知创新的经验 (3)另一个个体或其他单位还没有创新的知识 (4)一个沟通渠道将两个个体链接

### 社交媒体的危机管理
社交媒体加速了危机传播的速度，社交网络如推特等的病毒式传播，让企业相关者可以比传统媒体更快地发布信息，让危机管理更加困难。但是可以通过正确的训练、正确的政策加以弥补，以及采取正确的社交媒体监控工作，来发现可能爆发的危机。社交网络也让危机处理团队可以随时接触、公布信息，了解危机如何影响股东的情绪，以及其他相关社会内容。

### 危機管理三步驟
1. 預防：管理者採取行動，試圖預防危機發生，並偵測到潛在危機的警訊。此階段不可或缺的部分是要與利害關係人建立關係，開誠布公的溝通能使組織及其利害關係人更加了解彼此，也能幫助管理者在問題擴大之前，及早找出問題所在。
2. 準備：在問題發生時做出詳盡的規劃來加以應對。這樣的規劃過程應包含指派一組跨越各種功能的人士，在危機發生時採取行動。危機管理計畫(CMP)應該是一份詳盡的書面資料，明確規範在危機發生時誰應採取什麼步驟，還有一個重要的部分是通訊計畫，用來指派一個危機指揮中心，並設立完整的溝通與訊息傳遞系統。
3. 防堵：側重在組織對於一個真實危機的反應，以及所有後續動作，迅速反應是很重要的，除此之外，坦承也是重大的關鍵，且組織應該說法一致，避免眾說紛紜。

## 危机管理成功案例

### 泰诺事件 (强生公司)
在1982年秋天，有人将65毫克氰化物加入商店的泰诺感冒药胶囊中，导致七人死亡。强生立即召回、销毁了3100万颗胶囊，总价值1亿美元，当时的CEO詹姆斯出现在电视广告和新闻发布会中，说明了公司采取的行动。公司立刻采取了防拆包装，泰诺的销量立刻恢复到危机前的水平。

### 奥德瓦拉食品事件
美国食品制造商奥德瓦拉公司的苹果汁被认为导致了大肠杆菌感染，公司丧失了三分之一市场份额。在1996年10月，大肠杆菌在美国华盛顿州爆发，溯源到一种没有经过巴氏灭菌法的苹果汁，来自于奥德瓦拉公司。报告了49个案例，包括儿童死亡。24小时内，奥德瓦拉向FDA和华盛顿健康署申报，建立了每天新闻披露机制，每天定时播出召回最新情况，表达同情、抱歉，并且对所有受害者承担责任，详述大肠杆菌的并发症，并向消费者解释如何处理感染商品。奥德瓦拉通过咨询公司的帮忙，建立了加热工序，在不损害食品味道的情况下，恢复了食品安全性。所有这些信息公布都是通过电视和报纸媒体。

### 美泰公司
芭比娃娃制造商美泰公司在2007年夏天有28款产品面临召回，公司用尽了所有新闻发布手段，从消费者和零售商获得了高分。尽管形势攸关，他们都感谢公司的答复。美泰公司在联邦官员发出了召回通知后，立刻组成16人的公关小组，给40家最大的媒体打电话，通知他们注意收召回的最新情况邮件，邀请媒体参加电视会议，并且邀请了约20名记者进行采访。在当周结束时，美泰共答复了约300次美国境内媒体询问。

### 百事公司
百事集团在1993年遇到危机，在其百事可乐中发现了注射器。百事要求所有店面在调查前不要下架产品，从而逮捕一人，百事立即发出第一条新闻播报，展示了生产流程，说明工厂污染不可能发生。第二条新闻播报显示了被逮捕的人，第三条新闻显示了一家便利店的监控录像。公司同时和FDA公开合作，公司的话语应答机制完全透明，每一个百事员工都可以提供更多细节。这让整场危机中所有信息透明，在危机解决后，公司采取了一系列特殊的营销机制，例如优惠券等，弥补了进一步损失。

### 危机对股东的影响
一项危机管理中最前沿的研究是危机如何影响企业的股价，这个研究系统性研究在危机发生后股价的变动，研究了股价恢复甚至超越了危机前的公司(恢复者)，和股价没有恢复的公司(未恢复者)。危机对股东价值的量化研究显示，恢复者提升了原有基础上5%的股价，所有危机转化为机遇后，甚至是一种积极的影响，未恢复者在发生危机的5到50天内没有收到太大影响，但是在一年后导致股价下跌近15。

## 公共领域的危机管理
美国早就开始了公共领域的危机管理研究，不管是学校枪击事件，健康事件或恐怖袭击事件，都试图让公共心理尽快恢复。没有社会是对危机免疫的，在现实中，正确的危机管理策略、政策和实践都需要经过多次演练进行发展。

## 职业机构
有很多职业机构提供相关的危机管理的应对、文书撰写、媒体联络、危机转化方面的研究和实践。
1. Turnaround Management Society (欧洲主要机构，服务全球)
2. Institute for Turnaround (英国机构)
3. Turnaround Management Association (服务全球)
4. Institut für die Standardisierung von Unternehmenssanierungen (德国机构)

## 更多阅读
- Barton, L. . New York, NY: McGraw-Hill. 2007.
- Borodzicz, Edward P. . West Sussex, England: John Wiley and Sons Ltd. 2005.
- Coombs, W. T. . Westport, CT: Praeger. 2006.
- Office of Security and Risk Management Services.  (PDF). Fairfax County Public Schools. October 2007  [2012-09-07]. （原始内容 (PDF)存档于2007-12-02）.
- Davidson, M.N. . Malden, MA: Blackwell Publishing. 2005.
- Davidson, M.N. . Personnel Psychology. 2004, 75 (2).
- Davidson, M.N. . Industrial-Organizational Psychologist. 2004, 41 (3).
- Davidson, M.N. . Batten Briefings. 2004, 3 (1).
- Davidson, M.N. . Industrial-Organizational Psychologist. 2003, 41 (1).
- Davidson, M.N. . Batten Briefings. 2003, 2 (1).
- Davidson, M.N. . Industrial-Organizational Psychologist. 2002, 40 (1).
- Davidson. . Industrial-Organizational Psychologist. 2001, 39 (2).
- Davidson, M.N. . Sex Roles. 2001, 45 (5/6).
- Davidson, M.N. . Review of Educational Research. 2001, 71 (4).
- Davidson, M.N. . Greenwich, CT: JAI Press Inc. 1999.
- Davidson, M.N. . Performance Improvement Quarterly. 1999, 12 (1).
- Dezenhall, E. . Amherst, New York: Prometheus Books. 2003.
- Dezenhall, E.; Weber, J. . Portfolio Hardcover. 2007.
- Erickson, Paul A.  2nd. Burlington, MA: Elsevier, Inc. 2006.
- Feltus, Christophe; Djamel Khadraoui; Cedric Bonhomme. . International Conference on Society and Information Technologies. 6–9 April 2010.
- Ferdman. . Industrial-Organizational Psychologist. 2002, 39 (4).
- Ferdman. . Industrial-Organizational Psychologist. 2002, 39 (3).
- Fink, S. . Backinprint.com. 2007.
- Friedman, R.A. . Journal of Conflict Management. 2001, 12 (2).
- Friedman, R.A. . Greenwich, CT: JAI Press Inc. 1999.
- Mitroff, Ian I.; Gus Anagnos. . New York: AMACOM. 2000.
- Mitroff, Ian I. . New York: John Wiley. 2003.
- Mitroff, Ian I. . New York: AMACOM. 2005.
- . Public Relations Review.   [2012-09-07]. （原始内容存档于2010-06-17）.
- Department of Homeland Security, Federal Emergency Management Agency. . September 2007  [2012-09-07]. （原始内容存档于2011-02-28）.
- Shrivastava, Paul. . New York: Ballinger. 1987.
- Smith, Larry; Dan Millar, PhD. . Washington, DC: AACC Community College Press. 2002.
- Smith, Larry; Dan Millar, PhD.  2nd. San Francisco, CA: International Association of Business Communicators. 2002.
- Ulmer, R. R.; Sellnow, T. L.; Seeger, M. W. . Thousand Oaks, CA: Sage Publications. 2006.